# 181 Eucharis
181 Eucharis eller A906 GA är en asteroid i asteroidbältet, upptäckt 2 februari 1878 av den franske astronomen Pablo Cottenot vid Marseille-observatoriet, Frankrike. Asteroiden har fått sitt namn efter en karaktär i en roman av François Fénelon.